# Tomasz Zagórski
Tomasz Zagórski (* 1963 in Posen; † 9. Mai 2021) war ein polnischer Opernsänger im Stimmfach Tenor und Gesangsprofessor an der Ignacy-Jan-Paderewski-Musikakademie Posen.

## Leben
Nach seinem Gesangsstudium bei Stanisław Romanski hatte Zagórski ab 1985 ein Engagement am Posener Teatr Wielki „Stanisław Moniuszko“ sowie 1995–1997 an der Opera Nova in Bydgoszcz. Es folgten eine Karriere an Stadttheatern in Deutschland und der Schweiz, sowie Auftritte in Österreich, Italien, Portugal und Schweden. Als Gesangssolist sang er u. a. 2007 im Verdi-Requiem in Halle und in Beethovens 9. Sinfonie unter dem Dirigat von Kevin John Edusei im Dezember 2014 in München.
Ab 2009 war Zagórski zusätzlich Lehrbeauftragter für deutschen Liedgesang an der Ignacy-Jan-Paderewski-Musikakademie Posen, ab 2010 leitete er ebendort seine eigene Solo-Gesangsklasse. Im Februar 2020 wurde er vom polnischen Präsidenten Andrzej Duda zum Professor der Künste ernannt.
Zagórski starb im Mai 2021 infolge einer COVID-19-Erkrankung.

## Opernrepertoire
- Beethoven: Florestan in Fidelio[10]
- Gluck: Ulisse in Telemaco ossia L’isola di Circe[11]
- Johann Simon Mayr: Theseus in Fedra
- Stanisław Moniuszko: Damazy in Das Gespensterschloss[1]
- Mozart: Idomeneo in Idomeneo[12]
- Mozart: Tito in La clemenza di Tito[10]
- Manfred Trojahn: Apollo/Dionysos in Orest[13]
- Verdi: Alfredo in La traviata[1]
- Weber: Max in Der Freischütz[10]

## Diskografie
- Johann Simon Mayr: Fedra. Capucine Chiaudani, Tomasz Zagórski, Rebecca Nelsen, Dae Bum Lee, Hyo-Jin Shin, Jörn Lindemann, Chor und Staatsorchester Braunschweig, Dirigent: Gerd Schaller. Erstaufführung am Staatstheater Braunschweig (Oehms Classics; 2009)[14]